# Энн (телесериал)
«Энн» (англ. Anne with an E) — канадский телесериал, основанный на романе «Энн из Зелёных Крыш», написанном Люси Мод Монтгомери. Книга адаптирована обладательницей премии «Эмми» Мойрой Уолли-Бекетт. Премьера сериала состоялась 19 марта 2017 года на канадском телеканале CBC и стриминг-сервисе Netflix 12 мая 2017 года. Первый эпизод семисерийного телесериала срежиссировала Ники Каро.
3 августа 2017 года сериал был продлён на второй сезон из десяти эпизодов. Премьера второго сезона на стриминг-сервисе Netflix состоялась 6 июля 2018 года, а на канадском телеканале CBC — 23 сентября 2018 года.
15 августа 2018 года сериал был продлён на третий сезон, премьера которого состоялась 22 сентября 2019 года на CBC. 25 ноября было объявлено, что третий сезон выйдет на Netflix 3 января 2020 года и он станет для сериала последним. Фанатами была создана петиция о возвращении сериала.

## В ролях

### В главных ролях
| Актёр               | Роль                   |
| ------------------- | ---------------------- |
| Эмибет Макналти     | Энн Ширли-Катберт      |
| Джеральдин Джеймс   | Марилла Катберт        |
| Роберт Холмс Томсон | Мэттью Катберт         |
| Лукас Джейд Зуманн  | Гилберт Блайт          |
| Далила Бела         | Диана Барри            |
| Коринн Косло        | Рэйчел Линд            |
| Эмерик Джетт Монтас | Джерри Байнард         |
| Далмар Абузейд      | Себастьян Лакруа (Баш) |
| Кори Грютер-Эндрю   | Коул Маккензи          |

### Второстепенный состав
| Актёр                 | Роль                  |
| --------------------- | --------------------- |
| Джонатан Холмс        | мистер Уильям Барри   |
| Хелен Джонс           | миссис Элиза Барри    |
| Райан Кира Армстронг  | Минни Мэй Барри       |
| Дебора Гровер         | Джозефин Барри        |
| Уэйн Бест             | Джон Блайт            |
| Филипп Уильямс        | Томас Линд            |
| Дэвид Ингрэм          | мистер Хармон Эндрюс  |
| Джанет Портер         | миссис Эндрюс         |
| Кристиан Мартин       | Билли Эндрюс          |
| Лия Паппас-Кемпс      | Джейн Эндрюс          |
| Элла Джонас Фарлингер | Присси Эндрюс         |
| Джим Аннан            | мистер Гиллис         |
| Фиона Бирн            | миссис Гиллис         |
| Кила Мэтьюз           | Руби Гиллис           |
| Джейкоб Урсомарцо     | Муди Сперджен         |
| Стивен Трейси         | мистер Филлипс        |
| Миранда МакКеон       | Джози Пай             |
| Гленна Уолтерс        | Тилли Боултер         |
| Кейтлин Уэллс         | Мэри Джо              |
| Джейкоб Хорсли        | Чарли Слоан           |
| Кара Рикеттс          | Мэри Лакруа           |
| Арайя Менгеша         | Элайджа Хэнфорд       |
| Киавентио Тарбелл     | Ка’Квет               |
| Эшли Стюарт           | Уинифред Роуз (Винни) |
| Инес Фегули           | Сэнди Байнард         |
| Джоанна Дуглас        | мисс Мюриэл Стейси    |
| Тренна Китинг         | миссис Пай            |

## Производство
Сериал частично отснят на Острове Принца Эдуарда, а также в Южном Онтарио в том числе Каван-Монаган и Каледон.
Производством сериала занимались компании: Northwood Anne, Northwood Entertainment и Канадская радиовещательная корпорация.
Исполнительными продюсерами являются Миранда де Пенсьер и Мойра Уолли-Беккет.

### Кастинг
Приблизительно 1800 девочек на трёх континентах прослушивались на роль Энн Ширли через открытый кастинг. По словам Миранды де Пенсьер, Эмибет Макналти была выбрана за её способность вести диалог, который является «невероятно насыщенным, динамичным и красивым». Уолли-Беккет описывала девочку как «светящуюся, прозрачную, умную, душевную и эмоциональную».

### Саундтрек
Вступительная тема — песня Ahead by a Century, написана и исполнена канадской группой The Tragically Hip. Также над музыкой к сериалу работали Амин Бхатиа и Ари Познер.

## Список серий
| Сезон | Сезон | Эпизоды | Оригинальная дата показа | Оригинальная дата показа | Дата выхода на Netflix |
| Сезон | Сезон | Эпизоды | Премьера сезона          | Финал сезона             | Дата выхода на Netflix |
| ----- | ----- | ------- | ------------------------ | ------------------------ | ---------------------- |
|       | 1     | 7       | 19 марта 2017            | 30 апреля 2017           | 12 мая 2017            |
|       | 2     | 10      | 23 сентября 2018         | 18 ноября 2018           | 6 июля 2018            |
|       | 3     | 10      | 22 сентября 2019         | 24 ноября 2019           | 3 января 2020          |

### Первый сезон (2017)
| № общий | № в сезоне | Название                                                                            | Режиссёр         | Автор сценария     | Дата премьеры  | Зрители в Канаде (млн) |
| --- | ---------- | ----------------------------------------------------------------------------------- | ---------------- | ------------------ | -------------- | ---------------------- |
| 1 | 1          | «Воля решает судьбу» «Your Will Shall Decide Your Destiny»                          | Ники Каро        | Мойра Уолли-Бекетт | 19 марта 2017  | 0,999                  |
| Энн Ширли, 13-летняя сирота с ярким воображением, счастлива, когда её решают удочерить. Но когда она приезжает к приёмным родителям на ферму «Зелёные крыши», становится понятно, что это было ошибкой. Марилла и Мэтью Катберт, брат и сестра, которые управляют фермой, хотели усыновить мальчика. Мэтью сразу проникается симпатий к девочке, Марилла решительно настроена отправить её обратно, но передумывает, когда понимает, что ждёт Энн, если та вернётся в приют. Она соглашается оставить девочку на неделю, и Энн намерена показать Катбертам, что она будет полезна на ферме. Когда их соседка, миссис Линд называет её тощей и рыжеволосой, девочка выходит из себя. Марилла говорит, что Энн должна извиниться; та решает не делать этого, поскольку ей не жаль, но Мэтью убеждает её попросить у миссис Линд прощения. Мэтью нанимает французского мальчика, Джерри, для помощи с работой на ферме. Когда семья Барри приглашает Энн и Мариллу на чай, Энн встречает их дочь Диану, и они клянутся быть лучшими подругами. Вернувшись домой, Марилла просит девочку убрать её шаль и дорогую брошь, с которыми играла Энн. Позже Марилла не может найти брошь, она подозревает, что Энн украла её и отправляет девочку в приют. Энн отправляется обратно, но Марилла находит брошь. Она зовет Мэтью и отправляет его вслед за Энн, но он прибывает на станцию слишком поздно. |            |                                                                                     |                  |                    |                |                        |
| 2 | 2          | «Я не птица, и никакие сети не удержат меня» «I Am No Bird, and No Net Ensnares Me» | Хелен Шейвер     | Мойра Уолли-Бекетт | 26 марта 2017  | 0,780                  |
| Измученная воспоминаниями о том, как над ней издевались, Энн возвращается в приют, а Мэтью пытается её догнать. Марилла, хочет отправиться за ними, но миссис Линд убеждает её остаться дома. Тем временем Энн проводит ночь возле приюта, а утром убеждает молочника забрать её с собой. Когда Мэтью прибывает в приют, ему сообщают, что девочка не вернулась. Он встречает молочника и тот говорит ему, где найти Энн. Они воссоединяются на вокзале. Девочка не хочет возвращаться домой, но когда Мэтью называет её своей дочерью, она обнимает его и соглашается вернуться. Катберты посещают церковный пикник, где Энн начинают оскорблять и она убегает. Марилла идет за ней и просит прощения. Катберты просят Энн взять их фамилию, подписав семейную Библию, что она с радостью делает. |            |                                                                                     |                  |                    |                |                        |
| 3 | 3          | «Юность упорна и безрассудна» «But What Is So Headstrong as Youth?»                 | Сандра Голдбахер | Мойра Уолли-Бекетт | 2 апреля 2017  | 0,994                  |
| Энн взволнована, ей предстоит пойти в школу и завести друзей, но она боится, что её снова могут начать травить. Марилла принимает приглашение присоединиться к группе «Прогрессивных матерей». |            |                                                                                     |                  |                    |                |                        |
| 4 | 4          | «Тайное сокровище внутри» «An Inward Treasure is Born»                              | Дэвид Эванс      | Мойра Уолли-Бекетт | 9 апреля 2017  | 0,654                  |
| Энн решает никогда не возвращаться в школу и посвятить себя ведению хозяйства на ферме, но ей многое не удаётся из-за того, что она всё время мечтает. После того, как девочка чуть было не сожгла дом, Марилла настаивает на том, чтобы Энн вернулась в школу. На следующий день девочка отправляется на учёбу, но убегает, как только достигает здания. Она проводит день в лесу. Энн возвращается домой и рассказывает Марилле о том, как провела день в школе, её слова оказываются достаточно убедительными и девочка решает, что сможет продолжать в том же духе. На следующее утро она берёт с собой в лес книгу, чтобы потом рассказать о том, чему «научилась в школе». План Энн срывается из-за обеспокоенных Дианы и Руби, которые приходят в «Зелёные крыши», чтобы передать подруге учебники, и говорят Марилле, что ждут, когда Энн вернётся в школу. Когда девочка приходит домой оказывается, что Катберты пригласили местного министра, чтобы тот побеседовал с ней. Он говорит, что ей всё равно не следует ходить в школу, поскольку она должна готовиться стать хорошей женой. Энн так боится своих одноклассников, что принимает свою «судьбу» и заявляет об этом Катбертам. Ночью в доме семьи Руби начинается пожар. Все жители города сбежались на помощь. Энн внезапно бросается в огонь, она, закрывает окна и двери, чтобы перекрыть кислород и замедлить распространение огня. Энн объясняет, что она сделала и её благодарит вся семья Джиллис, кроме Руби. К рассвету пожар удалось потушить. К несчастью и злости Руби, её родители решают, что на время ремонта ей лучше будет остаться с Катбертами. Руби боится, что её репутация будет испорчена, если она будет общаться с Энн, но родители отчитывают её и она вынуждена отправиться к Катбертам. Энн уверяет Руби, что никто не подумает, что они друзья и предлагает приготовить печенье для мальчиков. Руби смягчается и говорит, что Энн следует вернуться в школу, потому что она кажется «ужасно умной в некоторых вещах». Энн и Руби становятся хорошими друзьями; они вместе с Дианой создают клуб историй в секретном лесном убежище. Теперь, чувствуя себя более уверенно, Энн возвращается в школу. |            |                                                                                     |                  |                    |                |                        |
| 5 | 5          | «Крепкая нить» «Tightly Knotted to a Similar String»                                | Патрисия Розема  | Мойра Уолли-Бекетт | 16 апреля 2017 | N/A                    |
| Энн, действительно, оказывается очень умной девочкой, в учёбе она догоняет Гилберта, который является самым умным из учеников. Присси, одноклассница Энн, боится общаться с учителем, мистером Филлипсом, после того, как о нём расползаются разные слухи. У Энн начинается первая менструация, девочка думает, что умирает, но Марилла успокаивает её. Энн приходит в школу на следующий день и обсуждает это с остальными девочками, все, кроме Руби, подтверждают, что у них уже были первые менструальные циклы. Несколько дней Гилберт не появляется в школе. Мистер Филлипс просит Энн отнести книги к дому Гилберта, чтобы тот не отстал по учёбе; не зная ничего о жизни Гилберта, она неохотно идёт к его дому и стучит в дверь. Она удивляется, когда ей открывает смертельно больной отец Гилберта, который извиняется за то, что заставил её ждать, и восхищается цветом её волос. Гилберт возвращается с работы и видит, как его отец встаёт с постели. Энн отдаёт мальчику его книги и возвращается на ферму, размышляя о Гилберте и его отце. Энн приглашает Диану на чаепитие в «Зелёные крыши», они веселятся, а потом Энн подаёт, что она считает малиновым ликёром, но оказывается, что это было вино Мариллы и девочки пьянеют. Миссис Барри приходит, чтобы забрать Диану домой и обнаруживает, что девочки пьяны, она в ярости обвиняет Энн в превращении её дочери в пьяницу. Марилла возвращается домой и видит, что произошло, она пытается взять вину на себя. Миссис Барри не слушает и запрещает Диане общаться с Энн. На следующее утро в школе девочки пытаются сесть вместе, как обычно, но мистер Филлипс рассаживает их. За обедом Энн и Диана тайно клянутся в вечной дружбе. |            |                                                                                     |                  |                    |                |                        |
| 6 | 6          | «Муки совести способны отравить жизнь» «Remorse Is the Poison of Life»              | Пол Фокс         | Мойра Уолли-Бекетт | 23 апреля 2017 | 0,656                  |
| Пока мистер и миссис Барри отсутствовали, младшая сестра Дианы, Минни Мэй, заболела лихорадкой. Диана зовёт Энн на помощь, хотя им по-прежнему запрещено видеть друг друга. Они приходят в дом Барри, тетя Дианы, Джозефин, потрясена странными методами лечения Энн, когда больная перестает дышать, девочка, оставаясь спокойной, заставляет Минни кашлять, чем спасает ей жизнь. Приезжает доктор и подтверждает, что, если бы не Энн, Минни Мэй была бы мертва. Миссис Барри, бесконечно благодарна, она просит прощения у девочки и разрешает Диане снова общаться с Энн. Через несколько дней отец Гилберта умирает, и город собирается на его похороны. Марилле, у которой, как выяснилось, был с ним недолгой подростковый роман с отцом, напоминают о том, что она потеряла. Энн, видя, что Гилберт не может этого вынести, пытается помочь ему, но в итоге заставляет его лишь злиться. Энн расстроена и сбегает в лесное убежище. Позже девочка сталкивается с мудрой тётей Джозефин, которая, предполагает, что Энн неравнодушна к Гилберту. Диана, Руби и Энн готовят пирог для него. Руби рада видеть мальчика и пытается утешить его. Мэтью также видится с Гилбертом и предлагает помочь разобраться с его землей, приходящей весной, Гилберт благодарит его. Мальчик перестаёт ходить в школу и занимается, в основном, работой. Мэтью берёт кредит в банке, надеясь выплатить его, после обильного урожая, но он болен и начинает страдать от проблем с сердцем, и не может работать. Энн беспокоится, что Катберты не смогут содержать её сейчас из-за проблем с деньгами, что активно отрицает Марилла. Энн не готова сдаться и предлагает найти другой способ для возвращения кредита; они решают продать все семейные ценности. |            |                                                                                     |                  |                    |                |                        |
| 7 | 7          | «Там, где вы, — мой дом» «Wherever You Are Is My Home»                              | Аманда Таппинг   | Мойра Уолли-Бекетт | 30 апреля 2017 | N/A                    |
| Отказываясь принимать благотворительную помощь от обеспокоенных соседей, Марилла увольняет Джерри, поскольку у них больше нет денег, чтобы держать его на ферме; однако она предлагает ему оплату за сопровождение Энн в Шарлоттаун, где та должна продать семейные ценности. По прибытии в Шарлоттаун, Энн возвращает своё платье портнихе, Джинни, которая узнает его и спрашивает, что произошло в «Зелёных крышах». Услышав о болезни Мэтью, она тайно даёт Энн гораздо больше денег, чем стоило её платье. Девочка выплачивает Джерри последнюю заработную плату, и он отправляется бродить по Шарлоттауну, пока Энн торгуется в ломбарде. По стечению обстоятельств, Гилберт, который в это время работал в Шарлоттауне, мельком видит Энн. Он приветствует её, когда она выходит из ломбарда, и они вместе обедают в кафе, где Энн объясняет свое затруднительное положение, а Гилберт говорит ей, что скоро найдёт работу на пароходе, что он хочет увидеть мир. Вернувшись на ферму, Мэтью расстроен тем, что его семья продает всё имущество. Мэтью с трудом встаёт с кровати и достаёт пистолет из шкафа; он пытается покончить жизнь самоубийством, но в последнюю секунду его застаёт потрясенная Джинни, которая приехала, чтобы увидеть Мариллу. Марилла разбита горем и ругает Мэтью, заставляя его понять, что это было неправильно. В то же время в переулках Шарлоттауна Джерри избивают двое мужчин и забирают его деньги; он видит, как Энн и Гилберт покидают кафе. Энн потрясена, услышав историю Джерри, и говорит ему, что он не виноват в том, что потерял деньги. Наконец, Марилла соглашается принять помощь соседей, чтобы сохранить ферму и Катберты закрывают кредит. |            |                                                                                     |                  |                    |                |                        |

### Второй сезон (2018)
| № общий | № в сезоне | Название | Режиссёр       | Автор сценария     | Дата премьеры    | Зрители в Канаде (млн) |
| --- | ---------- | --- | -------------- | ------------------ | ---------------- | ---------------------- |
| 8 | 1          | «Молодость — пора надежд» «Youth is the Season of Hope»                                                                                 | Хелен Шейвер   | Мойра Уолли-Бекетт | 23 сентября 2018 | N/A                    |
| К Катбертам обращаются с вопросом: может ли быть золото в Авонлее? Нейт, приезжий, предлагает помощь жителям Авонлеи в тестировании их почвы на наличие золота, за 150 долларов с участка. Гилберт, работающий угольщиком на теплоходе, находит друга — чернокожего мужчину по имени Себастьян, тот просит обращаться к нему по кличке «Баш». Баш рассказывает, как работал на пароходе в течение десяти лет и о своей родной стране, Тринидад. Энн, Марилла и Мэтью отправляются на пляж. Энн, думая о том, что может принести этим пользу ферме, пишет Гилберту письмо, в котором рассказывает о золотой лихорадке, охватившей Авонлею, и она заручается поддержкой тети Джозефин в отправке письма. |            | |                |                    |                  |                        |
| 9 | 2          | «Малозначительные мелочи поддаются бесчисленным истолкованиям» «Signs are Small Measurable Things, but Interpretations are Illimitable» | Пол Фокс       | Шернольд Эдвардс   | 30 сентября 2018 | N/A                    |
| Пароход прибывает в Тринидад, и Баш отправляется к своей матери. Гилберт рассказывает ему об Авонлее и о том, как он впервые встретил Энн. Семью Барри охватывает золотая лихорадка, а Мэтью и Марилла решают не тратить 150 долларов, чтобы проверить свой участок на наличие золота. |            | |                |                    |                  |                        |
| 10 | 3          | «Истинное зрение - внутри нас» «The True Seeing is Within»                                                                              | Кен Джиротти   | Кэтрин Борел       | 7 октября 2018   | N/A                    |
| Энн отправляется с семьёй Барри в Шарлоттаун. Там она и Диана пытаются найти информацию о золоте в Авонлее, они встречают журналиста и он рассказывает, что подобное мошенничество уже произошло в другой части Канады несколько лет назад, и заявления о золоте в Авонлее также, вероятно, являются ложными. Энн пытается предупредить Барри об этом, но они не слушают девочку. Мистер Барри отдаёт все деньги мошеннику Нейту, который со своим другом Данлопом планирует сбежать из города. Энн хочет предупредить Мариллу о Нейте и мистере Данлопе, но мужчины узнают об этом и связывают девочку. Они сбегают. Мэтью узнаёт о том, что произошло, и вместе с соседями пытается поймать их. Мистер Данлоп пойман, но Нейт сбегает со всеми деньгами. Гилберт отправляет письмо Энн, в котором говорится, что он не вернется в Авонлею. |            | |                |                    |                  |                        |
| 11 | 4          | «Принятая за безысходность жажда надежды» «The Painful Eagerness of Unfed Hope»                                                         | Энн Уилер      | Джейн Мэггс        | 14 октября 2018  | N/A                    |
| Притворяясь, что она — это Мэтью, Энн пишет письма Джинни, чтобы разжечь их роман. Мэтью в конце концов узнаёт об этом и говорит девочке, как ему больно от того, что она сделала. Мэтью встречает Джинни в городе и рассказывает ей о хитрости Энн. Диана и Минни Мэй обучаются тому, как быть леди, что вызывает огромное напряжение в их семье. Беременная женщина обращается за помощью к Гилберту, когда у неё начинаются роды. |            | |                |                    |                  |                        |
| 12 | 5          | «Столь важные в ее жизни поступки» «The Determining Acts of Her Life»                                                                   | Норма Бэйли    | Аманда Фэйхи       | 21 октября 2018  | N/A                    |
| Энн вместе с одноклассниками играют в бутылочку, из-за неуместных вопросов, поцелуев и нападок на Энн возникает множество разногласий. Гилберт возвращается в Авонлею вместе с Башем. |            | |                |                    |                  |                        |
| 13 | 6          | «Я против каких-либо окончательных выводов» «I Protest Against Any Absolute Conclusion»                                                 | Кен Джиротти   | Наледи Джексон     | 28 октября 2018  | N/A                    |
| Энн, пытаясь покрасить волосы в чёрный, сжигает их, и Марилла остригает её под мальчика. Город готовится к ежегодному рождественскому представлению, и Энн неожиданно получает одну из главных ролей. Гилберт и Баш присоединяются к Катбертам на рождественском ужине. |            | |                |                    |                  |                        |
| 14 | 7          | «Память так же переменчива, как настроение» «Memory Has as Many Moods as The Temper»                                                    | Энн Уилер      | Джейн Мэггс        | 4 ноября 2018    | N/A                    |
| Одноклассник Энн, Коул, провожает Диану и Энн до дома тёти Джозефин, где состоится роскошная вечеринка, полная сюрпризов. У Мариллы начинаются изнурительные головные боли, она ужасно боится, что может стать обузой для семьи, какой до этого была мать Мариллы для неё. |            | |                |                    |                  |                        |
| 15 | 8          | «Восстание против фактов» «Struggling Against the Perception of Facts»                                                                  | Аманда Таппинг | Шернольд Эдвардс   | 11 ноября 2018   | N/A                    |
| Марилла посещает окулиста и получает новые очки для чтения. Баш сталкивается с расизмом в Авонлее, и встречает женщину в «The Bog», соседнем поселении, где, кажется, живут все афроамериканцы этого района. Марилла выкупает несколько семейных реликвий, которые она видит в местном ломбарде. После того, как мистер Филлипс сказал Присси, что после свадьбы она не сможет поступить в колледж и получить образование, та оставляет его у алтаря в день свадьбы. |            | |                |                    |                  |                        |
| 16 | 9          | «Из-за своих деяний мы стали собой» «What We Have Been Makes Us What We Are»                                                            | Пол Фокс       | Мойра Уолли-Бекетт | 18 ноября 2018   | N/A                    |
| Новая школьная учительница, мисс Стейси, привносит в Авонлею нетрадиционные методы воспитания и обучения. Энн поражена новой учительницей, она чувствует, что мисс Стейси — её родственная душа. Мальчики, которые издеваются над Коулом, наталкиваются на секретную хижину в лесу и разрушают её вместе со всеми скульптурами, которые слепил мальчик. Коул понимает, что это, вероятно, был Билли, возвращается в школу и ссорится с ним. Мэтью ставит ловушку на лису, Энн очень расстроена этим, так как это было её любимое животное. |            | |                |                    |                  |                        |
| 17 | 10         | «Благоденствие мира» «The Growing Good of the World»                                                                                    | Пол Фокс       | Мойра Уолли-Бекетт | 18 ноября 2018   | N/A                    |
| Мэрия созывает заседание, чтобы решить судьбу мисс Стейси, так как многие жители города недовольны её методами обучения, но Энн и её друзья демонстрируют свою любовь. Они показывают, что учительница нужна им и весь город голосует за то, чтобы оставить мисс Стейси на посту школьного учителя Авонлеи. Тётя Джозефин предлагает Коулу остаться жить с ней в Шарлоттауне. Баш и его подруга Мэри женятся. |            | |                |                    |                  |                        |

### Третий сезон (2019)
| № общий | № в сезоне | Название | Режиссёр       | Автор сценария                | Дата премьеры    | Зрители в Канаде (млн) |
| --- | ---------- | --- | -------------- | ----------------------------- | ---------------- | ---------------------- |
| 18 | 1          | «Тайна, которую я стремился постичь» «A Secret Which I Desired to Divine»                                         | Энн Уилер      | Мойра Уолли-Бекетт            | 22 сентября 2019 | N/A                    |
| Приближается шестнадцатилетие Энн и она хочет узнать больше о своем происхождении, это желание удивляет и огорчает Мэтью и Мариллу. Тем не менее, они позволяют ей съездить в приют, чтобы узнать больше о родителях. У Мэри и Баша рождается маленькая девочка, Марилла приезжает три раза в неделю, чтобы помогать им. Диана расстроена, что её родители не разрешат ей учиться в Квинсе в следующем году, вместе с остальными её подругами. Энн пишет статью в газету о местном племени индейцев и заводит дружбу с одной из девочек этого племени. |            | |                |                               |                  |                        |
| 19 | 2          | «В моей душе живет нечто непонятное мне самому» «There is Something at Work in My Soul Which I Do Not Understand» | Ким Нгуйен     | Джейн Мэггс                   | 29 сентября 2019 | N/A                    |
| Поиски Энн приводят её в приют, но у них нет записей о её родителях. Коул предлагает вернуться на следующей неделе и пойти в местную церковь, чтобы узнать, есть ли у них какая-либо информация о родителях Энн. Тем временем Элайджа, сын Мэри, наносит им с Башем визит, но обижается когда узнаёт, что у Мэри появилась дочь, и напивается. Позже он крадёт семейные ценности Гилберта и бежит из города. Гилберт встречает в Шарлоттауне симпатичную молодую женщину по имени Уинифред. |            | |                |                               |                  |                        |
| 20 | 3          | «Что может преградить путь отваге и воле?» «What Can Stop the Determined Heart»                                   | Энн Уилер      | Шернольд Эдвардс              | 6 октября 2019   | N/A                    |
| У Мэри начинается сепсис, и доктор говорит, что ей осталось жить всего пару недель. После этого жители Авонлеи устраивают для женщины праздник-сюрприз на Пасху в доме семьи Барри. |            | |                |                               |                  |                        |
| 21 | 4          | «Надежда на встречу с вами в ином мире» «A Hope of Meeting You in Another World»                                  | Норма Бэйли    | Трэйси Дир                    | 13 октября 2019  | N/A                    |
| Мэтью разрешает Энн продолжить поиск информации о её родителях, несмотря на опасения Мариллы. Во время своего расследования Энн обнаруживает, что они умерли, когда она ещё была ребенком, и что они родом из Шотландии. Баш пытается передать письмо Мэри её сыну Элайдже, но их встреча заканчивается дракой. Ка’Квет, девочка из племени индейцев, взволнована тем, что её хотят отправить в местную школу для переселенцев, когда детей привозят туда, оказывается, что в школе детей бьют и унижают. Диана врёт о том, что подвернула лодыжку, чтобы провести больше времени с Джерри вдали от родителей. |            | |                |                               |                  |                        |
| 22 | 5          | «Я бесстрашен и поэтому всесилен» «I Am Fearless and Therefore Powerful»                                          | Пол Фокс       | Наледи Джексон                | 20 октября 2019  | N/A                    |
| Школьники готовятся к предстоящему экзамену и последующим уличным танцам. Девочки переживают из-за страхов о браке и материнстве. Гилберт посвящает Мэри некролог в школьной газете. Джерри провожает Диану домой из школы, и они решают начать романтические отношения. |            | |                |                               |                  |                        |
| 23 | 6          | «Предел моих желаний» «The Summit of My Desires»                                                                  | Норма Бэйли    | Аманда Фэйхи                  | 27 октября 2019  | N/A                    |
| В Авонлее проходит праздничная ярмарка. Джерри и Диана сближаются, в то время как Энн набрасывается на Гилберта с обвинениями, когда застаёт его с Уинифред Роуз. Тем временем Билли портит репутацию Джози. |            | |                |                               |                  |                        |
| 24 | 7          | «Дух добра сделал все возможное» «A Strong Effort of the Spirit of Good»                                          | Пол Фокс       | Кэтрин Борел                  | 3 ноября 2019    | N/A                    |
| Энн публикует статью о притеснении женщин вообще и Джози в частности, в газете. Статья воспринимается обществом не так как планировала девочка и городской совет запрещает Энн писать для газеты. В знак протеста Энн и её друзья устраивают демонстрацию, утверждая, что у них должна быть свобода слова. Энн и Диана ссорятся из-за Джерри, дерутся и заявляют, что больше не являются друзьями. |            | |                |                               |                  |                        |
| 25 | 8          | «Резкая и внезапная перемена» «Great and Sudden Change»                                                           | Аманда Таппинг | Джейн Мэггс                   | 10 ноября 2019   | N/A                    |
| Мужчины из городского совета в ответ на действия детей ночью поджигают школу и забирают печатный станок. Миссис Линд понимает, кто это сделал и угрожает, что расскажет об этом всем, если ещё хотя бы три женщины не вступят в городской совет. Школьники сдают вступительные экзамены в Квинс, все, включая Диану, которую родители долго отговаривали от этого. Ка’Квет убегает из школы-интерната и возвращается в свою деревню. Мать Баша приезжает в Авонлею, чтобы помочь сыну позаботиться о ребенке. Мистер Роуз разрешает Гилберту жениться на его дочери и говорит, что поможет мальчику оплатить учёбу в медицинском университете в Париже. Прежде чем сделать предложение Уинифред, Гилберт говорит с Энн, чтобы узнать, не хочет ли она быть с ним, но Энн не знает, что делать, и прогоняет его. Диана и Энн мирятся. |            | |                |                               |                  |                        |
| 26 | 9          | «Непроглядная, страшная тьма» «A Dense and Frightful Darkness»                                                    | Пол Фокс       | Трэйси Дир и Шернольд Эдвардс | 17 ноября 2019   | N/A                    |
| Ка’квет возвращают в школу. Мэтью и Энн отправляются туда с родителями Ка’квет, чтобы вернуть девочку домой, но не могут этого сделать. Энн выражает свои чувства к Гилберту в записке, но Гилберту не удаётся её прочитать. Вместо этого он едет в Шарлоттаун, чтобы сделать предложение Уинифред. Баш и его мать спорят о методах воспитания. |            | |                |                               |                  |                        |
| 27 | 10         | «Мои лучшие качества» «The Better Feeling of My Heart»                                                            | Пол Фокс       | Мойра Уолли-Бекетт            | 24 ноября 2019   | N/A                    |
| Большинство школьников сдают экзамен на зачисление в колледж в Квинс. Диану также принимают, но её родители всё ещё не хотят, чтобы она училась. Гилберт говорит Уинифред, что он не может просить её выйти за него замуж, так как влюблён в другую. Тем временем Энн находит записку от Гилберта и рвёт записку её на кусочки, не читая. Марилла и Мэтью помогают Энн найти информацию о её родителях. Баш и его мать решают позволить Илии, который пришёл просить прощения, остаться жить с ними. Энн и Гилберт всё-таки узнают правду о чувствах друг друга и обещают поддерживать связь, пока она учится в колледже, а он в Университете в Торонто. |            | |                |                               |                  |                        |

## Темы и тон сериала
В то время как «многие моменты оригинала досконально воссозданы», Уолли-Беккет построила «Энн с двумя Н» на «более глубоких проблемах», чем предыдущие адаптации книги. Она представляет Энн антигероем, добавляя в свою адаптацию новые предыстории, подчеркивающие влияние издевательств, классовой дискриминации, социальной изоляции и, как следствие, посттравматического синдрома на формирование характера Энн (темы, которые в оригинале затрагивались только косвенно).
Уолли-Беккет заявляла: "В наше время темы идентичности, предубеждений, травли, поиска принятия весьма актуальны и эти темы созданы для истории «Энн».

### Второй сезон
Во втором сезоне Уолли-Беккет представила совершенно нового оригинального персонажа, Баша, чтобы отразить расовое разнообразие, с целью представления меньшинства, отсутствующего в предыдущих адаптациях книги.
Она говорит о нём: «Баш — это средство для изучения нетерпимости и неравенства. Даже больше, когда он отправляется в „Болото“, когда он узнаёт, как там живут другие чернокожие».